# ژوزف لوا
ژوزف لوا (انگلیسی: Joseph Loua؛ زادهٔ ۱۵ نوامبر ۱۹۷۶) دونده اهل گینه بود.